# Al Mezan Center for Human Rights
Al Mezan Center for Human Rights of Al Mezan (Arabisch: ميزان) is een Palestijnse mensenrechtenorganisatie in de Gazastrook. Het ijvert voor de rechten van de Palestijnen in de bezette Palestijnse gebieden, met de focus op Gaza.

## Organisatie
Mezan (ميزان) is Arabisch voor weegschaal (van Vrouwe Justitia) en ook voor gerechtigheid en rechtvaardigheid. De organisatie heeft een speciale consultatieve status bij de Verenigde Naties via ECOSOC, waardoor het als niet-gouvernementele organisatie bijdragen op het gebied van mensenrechten kan leveren, met lidstaten overleggen en afgevaardigden bij de VN kan aanwijzen.
Al Mezan werd opgericht in 1999. Het had anno 2022 drie kantoren in Gaza, te weten een hoofdkantoor in het district Rimal in het westen van Gaza City,  een kantoor in het Jabalia vluchtelingenkamp (Jabalia Camp) in het noordoosten van Gaza City en nog een kantoor in Rafah in het zuiden van Gaza.

### Doelstellingen
De organisatie heeft als doelstellingen:
- Bevorderen en beschermen van mensenrechten in Palestina, in het bijzonder economische, sociale en culturele mensenrechten. Het richt zich in het bijzonder op de situatie in Gaza.
- IJveren voor individuele en collectieve rechten van het Palestijnse volk, waaronder het recht op zelfbeschikking.
- Bevorderen van de democratie en burgerparticipatie in Palestina.
- Pleiten voor gerechtigheid voor slachtoffers van schending van mensenrechten en het verantwoordelijk stellen van daders met wettelijke middelen, en nationaal en internationaal bewust

### Activiteiten
Al Mezan houdt zich bezig met:
- Het waarnemen en documenteren van schendingen van mensenrechten en internationaal recht. Daartoe worden systematisch data en bewijzen verzameld in een database. Het gaat om zowel Palestijnse als Israëlische daders.
- Verdedigen van mensenrechten en ter verantwoording roepen van daders. Informatie produceren voor Palestina, Israël en de internationale gemeenschap, zoals verklaringen, documenten en bijeenkomsten.
- Juridische bijstand en advies leveren aan (mogelijke) slachtoffers, bijvoorbeeld door procesvoering en het indienen van klachten. Geven van juridisch advies inzake de toetreding van Palestina tot internationale verdragen, inclusief het Verdrag van Rome.
- Onderhouden van relaties in internationale netwerken, VN-organisaties en andere NGO's.
- Verspreiden van informatie over mensenrechten, onder andere via de Arabisch- en Engelstalige websites.
- Geven van trainingen en bevorderen van bewustzijn in Gaza over mensenrechten.

## Tegenwerking en vervolging door Israël
Vanaf 2015 werd Al Mezan geconfronteerd met intimidatie, treiterijen en bedreigingen, waaronder verdachte emails en Facebook-berichten, ook aan medewerkers en donoren van de organisatie. De bedreigingen waren vooral gericht tegen medewerkers die in Europa aan onderzoeken meewerkten, met begeleidende foto's van hun woningen. Rond augustus 2016 kreeg een stafmedewerker doodsbedreigingen voor hem en zijn familie. De bedreigingen werden in verband gebracht met de aanklacht bij het ICC tegen leiders van de staat Israël. Zusterorganisatie Al-Haq kreeg in dit verband soortgelijke bedreigingen.

## Banden met Hamas en PFLP
Al-Mezan beweert dat het streeft naar het bevorderen van de mensenrechten. Onder de functionarissen en werknemers bevinden zich echter leden van het Volksfront voor de Bevrijding van Palestina (PFLP) en Hamas – beide door de VS en de EU als terroristische organisaties aangemerkt. Bovendien spreken functionarissen en bestuursleden van Al-Mezan vaak op PFLP-evenementen, en velen hebben materiaal op hun sociale media-accounts geplaatst waarin terreurgroepen worden gepromoot of antisemitische beelden en retoriek worden gebruikt.